# Agiorgitiko
Agiorgitiko is een blauw druivenras van Nemea dat ligt in Peloponnesos (Griekenland).

## Kenmerken
De druif staat bekend om zijn resistentie tegen grote hitte, zijn kwaliteit om te rijpen (mooie ronde tannines dus ) en de tonen van rijp rood fruit zoals rode bessen en kersen.
Deze druif levert rode wijnen variërend van droog tot zoet, van licht tot zwaar. In mindere mate worden van dit ras ook rosé wijnen gemaakt.

## Gebieden
De druif komt vooral voor in Nemea dat ligt in Peloponnesos (Griekenland). Nemea (het bloed van Herakles) dat onder andere bekendstaat om het verhaal in de Griekse mythologie over de Nemeïsche leeuw heeft een warm klimaat, waarin de Agiorgitiko het uitstekend doet. De mooiste wijnen komen in deze streek uit de hoger gelegen wijngaarden, zoals het Asprokambos plateau, dat op bijna 800 meter ligt.

## Synoniemen[1]
- Aghiorghitiko
- Mavro
- Mavro Nemeas
- Mavronemeas
- Mavrostaphylo Mavraki
- Mavroudi Nemeas
- Nemeas Mavro
- Nemeas Mavroudi
- St. George